# 青皮木
青皮木（学名：Schoepfia jasminodora）为铁青树科青皮木属下的一个种。

## 扩展阅读
維基物種上的相關：青皮木